# Jamukha
Jamukha, död 1206, var en mongolisk ledare och militär. Jamukha var barndomsvän med Temüdjin (Djingis khan), men senare även hans rival i kampen om makten över mongolerna.
Runt 1184 kidnappade merkiterna Temüdjins fru Byrte, varefter Jamukha hjälpte Djingis khan att återta sin fru. Efter att striderna med merkiterna var över levde Jamukha och Temüdjin tätt tillsammans under 18 månader, tills att deras vänskap plötsligt upphörde och de gick skilda vägar och blev rivaler om makten över mongolerna.
Jamukha skickade i början på 1190-talet en styrka på drygt 20 000 man som utförde en framgångsrik överraskningsattack mot Temüdjin vid Burkhan Khaldun. Jamukha ingick senare i allians med naimanerna, och blev 1204 anfallna och besegrade av Temüdjin. Jamukha lyckades fly och allierade sig med den forna fienden merkiterna. Även merkiterna besegras av Temüdjin, och Jamukha blev förrådd av sina egna och överlämnad till Temüdjin. Temüdjin förlåter Jamukha, och erbjuder delat ledarskap, men Jamukha tackar nej och ber om en död utan blod.
| ”                                               | [..] I enlighet med dina ord, skall jag döda dig utan att utgjuta ditt blod. [...] | „ |
| – Djingis khans ord innan han avrättade Jamukha |                                                                                    |   |